# ارنون (فرانسه)
ارنون (فرانسه) (به انگلیسی: Arnon France) رودخانه‌ای است که در فرانسه جریان دارد.